# Ixcuinatoyac
Ixcuinatoyac es una localidad del estado mexicano de Guerrero. Es parte del municipio de Alcozauca de Guerrero.

## Toponimia
El nombre «Ixcuinatoyac» proviene de los términos en náhuatl: itzcuintli, perro; atoyac, río. Su significado es «río de los perros».

## Demografía
| Gráfica de evolución demográfica |
|                                  |

| Censo | Población |
| ----- | --------- |
| 1900  | 163       |
| 1910  | 178       |
| 1921  | 575       |
| 1930  | 584       |
| 1940  | 483       |
| 1950  | 569       |
| 1960  | 627       |
| 1970  | 608       |
| 1980  | 662       |
| 1990  | 890       |
| 2000  | 1 160     |
| 2010  | 1 161     |
| 2020  | 1 197     |